# 阿塔罗斯
阿塔罗斯 （希腊:Ἄτταλος；Attalus；约公元前390 – 前336年）是马其顿王腓力二世时期的重臣，后被新君亚历山大杀死。
前339年，阿塔罗斯的侄女克娄巴特拉嫁给了腓力二世。 据说在婚礼上，阿塔罗斯许愿克娄巴特拉能为腓力二世产下一个继承人，这被视作对亚历山大的一种侮辱。前336年春，腓力二世任命阿塔罗斯和帕曼纽率军，准备入侵阿契美尼德王朝的小亚细亚。腓力二世遇刺后，亚历山大登基称王。克娄巴特拉·欧律狄刻及她的两个孩子，还有阿塔罗斯都被杀了。
根据亚里士多德的说法，该说法后被克來塔卡斯 和 狄奧多羅斯扩充，阿塔罗斯性侵了奧勒提斯的保薩尼亞斯，因为后者的诽谤，导致了阿塔罗斯的朋友保萨尼亚斯的死亡。随后腓力二世遇刺事件，可能与此事有关，奧勒提斯的保薩尼亞斯怨恨腓力二世没有惩罚阿塔罗斯。
当亚历山大登基时，阿塔罗斯和帕曼纽此时正在小亚细亚统军。 在腓力二世死后，政敌称雅典的狄摩西尼曾写信给阿塔罗斯，如果后者同亚历山大作战，雅典将站在他一方。阿塔罗斯把信交给了亚历山大，并保证支持亚历山大。 然而，亚历山大还是杀了阿塔罗斯，以报复阿塔罗斯的侮辱。 即使两人之间没有仇恨，亚历山大或许是觉得阿塔罗斯的存在是个威胁，尤其是在克娄巴特拉·欧律狄刻和她两个孩子死后。

## 流行文化
- 在1956年理查德·伯顿的电影《亚历山大大帝》中，斯坦利·贝克扮演阿塔罗斯。
- 1990年和1991年David Gemmell的历史小说马其顿之狮和黑暗王子。阿塔罗斯被描绘成一个刺客、剑手，最后成为了腓力二世的将军。
- 2004年电影《亚历山大》，Nick Dunning扮演阿塔罗斯。